# Einspänner

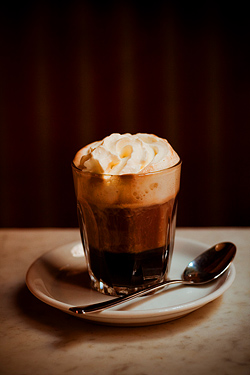
Einspänner

De einspänner is een Weense koffiespecialiteit en als zodanig een onderdeel van de Weense koffiehuiscultuur. 

## Geschiedenis
De drank ontleent zijn naam aan de eenspan, een span met slechts één paard. De menner hield de koffie in de ene hand en de teugel in de andere. Door de dikke laag slagroom bleef de koffie lang heet en kon tijdens een pauze gedronken worden.

## Bereiding
De einspänner wordt gemaakt door een kleine mokka (schwarzer met espresso) met een ruime hoeveelheid slagroom af te toppen en met poedersuiker te serveren. De "doppelte Einspänner" wordt met een grote mokka bereid. Traditioneel wordt de einspänner niet geroerd, de hete koffie wordt door de koude slagroom heen gedronken.